# Bazilika Navštívení Panny Marie (Staré Hory)
Bazilika Navštívení Panny Marie v Starých Horách je římskokatolická bazilika minor.
Kostel byl postaven v letech 1448–1499. Na jeho hlavním oltáři se nachází milostivá socha Panny Marie.
Za baziliku minor byl kostel vyhlášen 1. srpna 1990.